# الرحبة (رأس الخيمة)
منطقة الرحبة وتقع في شمال إمارة رأس الخيمة بدولة الإمارات العربية المتحدة، ويقطن سكان المنطقة قرب الجبال، ويبلغ عدد سكانها مايقارب 500 شخص، وهي من ضمن فخد الشحوح.
وتعتبر من أجمل المناطق في رأس الخيمة لجمال طبيعتها وشموخ جبالها العالية وكثرة وديانها.
وسكان منطقة الرحبة كان لهم دور كبير في مقاوة الاستعمار البرتغالي والبريطاني.